# Leberg
Le Leberg est une côte des Ardennes flamandes située sur la commune de Brakel dans la province belge de Flandre-Orientale.

## Cyclisme
Le Leberg est surtout connu pour son ascension lors des classiques flandriennes et plus particulièrement lors du Tour des Flandres. C'est une côte asphaltée de 700 mètres avec une première partie pentue avec un passage à 14 % puis une seconde en faux plat.
C'est un mont traditionnel du Tour des Flandres, où il est apparu en 1977. Il est ensuite régulièrement au programme du « Ronde » : en 1977-1983, 1990-1997 et 1999-2010. Lors de l'édition 1983, le mont a été franchi mais n'était pas recensé. En 2011, les coureurs l'emprunteront donc pour la 28e fois. Sur le parcours, il précède généralement le Berendries.
Le Leberg possède une voie parallèle, un peu plus au nord, appelée le Keiweg-Leberg. Son sommet coïncide avec celui du Pottenberg, qui s'escalade depuis le nord. Le Leberg n'est pas le plus difficile des monts proposés sur le Tour des Flandres. Sa principale difficulté vient du fait qu'il est escaladé directement après le secteur pavé de Haaghoek long de 2 000 mètres.
Le Leberg apparait aussi régulièrement au programme du Omloop Het Nieuwsblad (18 fois en 1984, 1985, 1987, 1990, 1991, 1995, 1996, 1999-2003, 2005-2011) mais aussi d'autres semi-classiques belges comme À travers les Flandres.